# Incontro con Mina
Incontro con Mina è una raccolta della cantante italiana Mina, pubblicata nel 1969 dalla PDU e distribuita dalla EMI Italiana.

## Descrizione
Dopo le precedenti raccolte pubblicate solo su Stereo8 e audiocassetta, questa del luglio 1969 (matrici 30 giugno) viene stampata su LP (PDU PLD A 5007) e successivamente su CD (PDU CDP 7902702), poi rimasterizzato nel 2001 (PDU 5362101).
Contiene brani già pubblicati nei precedenti album Dedicato a mio padre, Canzonissima '68, e I discorsi. Nessun inedito.
Arrangiamenti, orchestra e direzione orchestrale di Augusto Martelli, eccetto Vorrei che fosse amore e E sono ancora qui in cui sono di Bruno Canfora.

## Tracce
Lato A
1. Io innamorata – 2:57 – da Canzonissima '68, 1968
2. Vorrei che fosse amore – 2:26 – da Canzonissima '68, 1968
3. Un colpo al cuore – 3:16 – da Canzonissima '68, 1968
4. La voce del silenzio – 3:23 – da Canzonissima '68, 1968
5. E sono ancora qui – 2:29 – da Canzonissima '68, 1968
6. I discorsi – 3:06 – da Dedicato a mio padre, 1967

Lato B
1. Fantasia (Fantasy) – 3:01 – da Canzonissima '68, 1968
2. Sacumdì sacumdà (Nem vem que não tem) – 2:33 – da Canzonissima '68, 1968
3. Il cielo in una stanza (versione acustica) – 2:29 – da I discorsi, 1969
4. Se stasera sono qui – 3:32 – da I discorsi, 1969
5. Silenzioso slow (Abbassa la tua radio per favor) – 2:58 – da I discorsi, 1969
6. Canzone per te – 3:35 – da I discorsi, 1969